# Hypena vulgatalis
Hypena vulgatalis là một loài bướm đêm trong họ Erebidae.